# Aıbar Jaqsylyqov
Aıbar Bolatuly Jaqsylyqov (in kazako Айбар Болатұлы Жақсылықов?; Taldyqorǵan, 24 luglio 1997) è un calciatore kazako, attaccante del Qaisar.

## Carriera

### Club
Cresciuto nelle giovanili della squadra della sua città d'origine, esordisce in prima squadra nel 2019.

### Nazionale
Nel 2020 viene convocato in nazionale maggiore dal CT Michal Bílek. Esordisce con la nazionale kazaka l'11 ottobre 2020, in match di UEFA Nations League pareggiato 0-0 contro la selezione albanese.

## Palmarès

### Competizioni nazionali
- Supercoppa del Kazakistan: 1

Tobyl: 2022
- Campionato kazako: 1

Ordabasy: 2023